# Бойня в ресторане «Золотой дракон»
Бойня в ресторане «Золотой дракон» (традиционный китайский: 金龍 酒樓 大 屠殺, упрощенный китайский: 金龙 酒楼 大 屠杀; пиньинь: Jīnlóngjiǔlóudàtúshā; англ. Golden Dragon massacre) — вооруженное нападение преступной группировки с применением огнестрельного оружия, произошедшее 4 сентября 1977 года в ресторане Golden Dragon, расположенном на улице 816 Washington Street в китайском квартале Сан-Франциско (штат Калифорния). Пятеро преступников, членов китайской молодежной группировки "Джо Бойз", пытались убить членов банды "Вай Цзин", из соперничающей китайской группировки. Нападение оставило пять человек мертвыми и еще 11 с ранениями, ни один из которых не был членом этой банды. Преступники были впоследствии осуждены и приговорены к заключению в связи с убийствами.